# Pontinus
Pontinus – rodzaj ryb skorpenokształtnych z rodziny skorpenowatych.

## Klasyfikacja
Gatunki zaliczane do tego rodzaju:
| - Pontinus accraensis - Pontinus castor - Pontinus clemensi - Pontinus corallinus - Pontinus dubius - Pontinus furcirhinus - Pontinus helena - Pontinus kuhlii - Pontinus leda - Pontinus longispinis | - Pontinus macrocephalus - Pontinus nematophthalmus - Pontinus nigerimum - Pontinus nigropunctatus - Pontinus rathbuni - Pontinus rhodochrous - Pontinus sierra - Pontinus strigatus - Pontinus tentacularis - Pontinus vaughani |

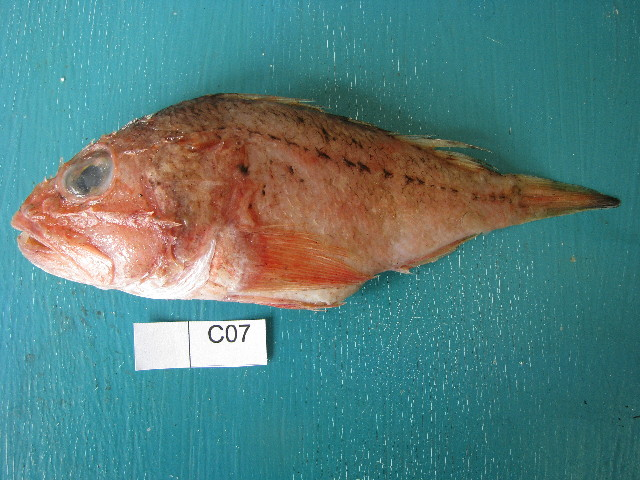
Pontinus leda
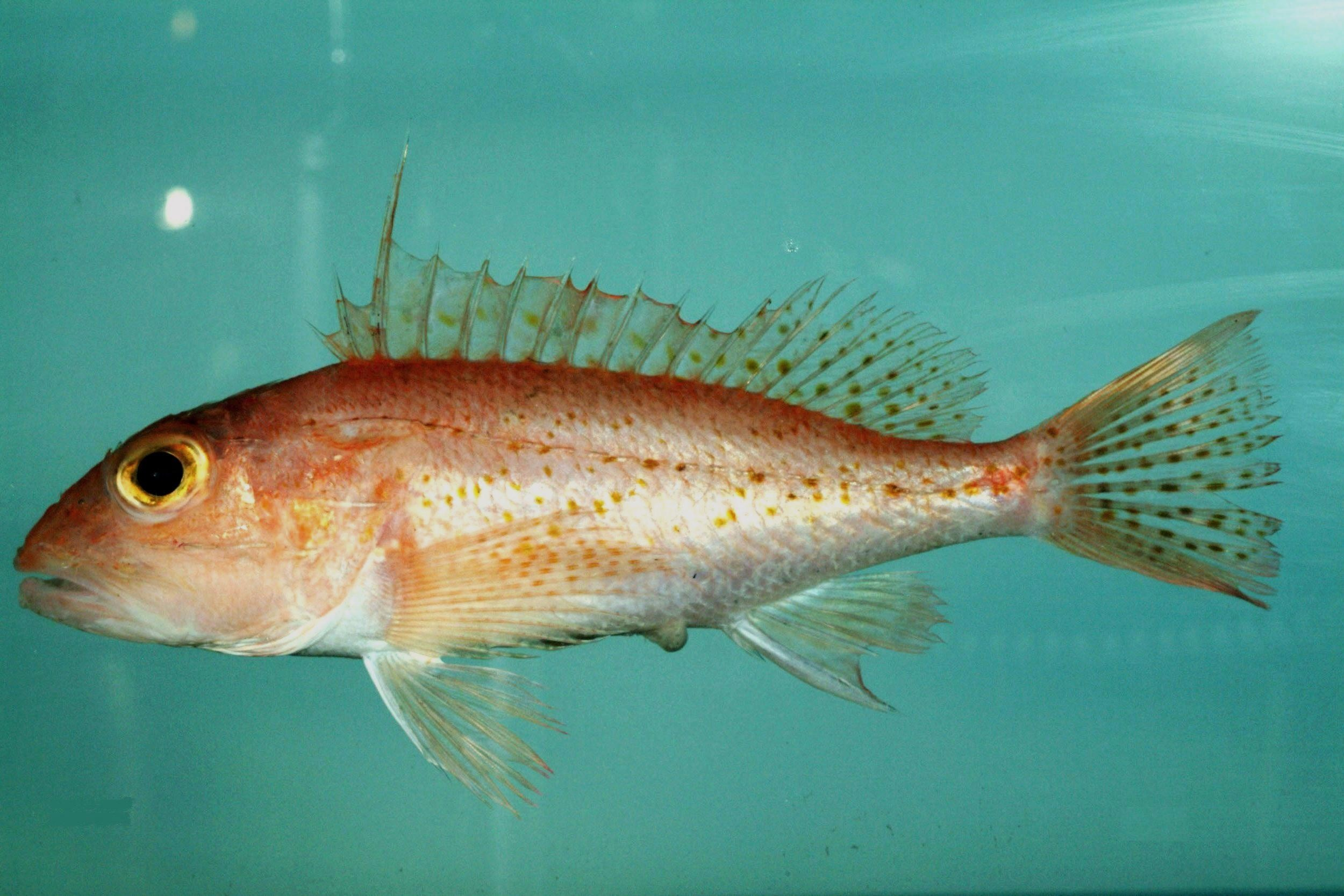
Pontinus longispinis
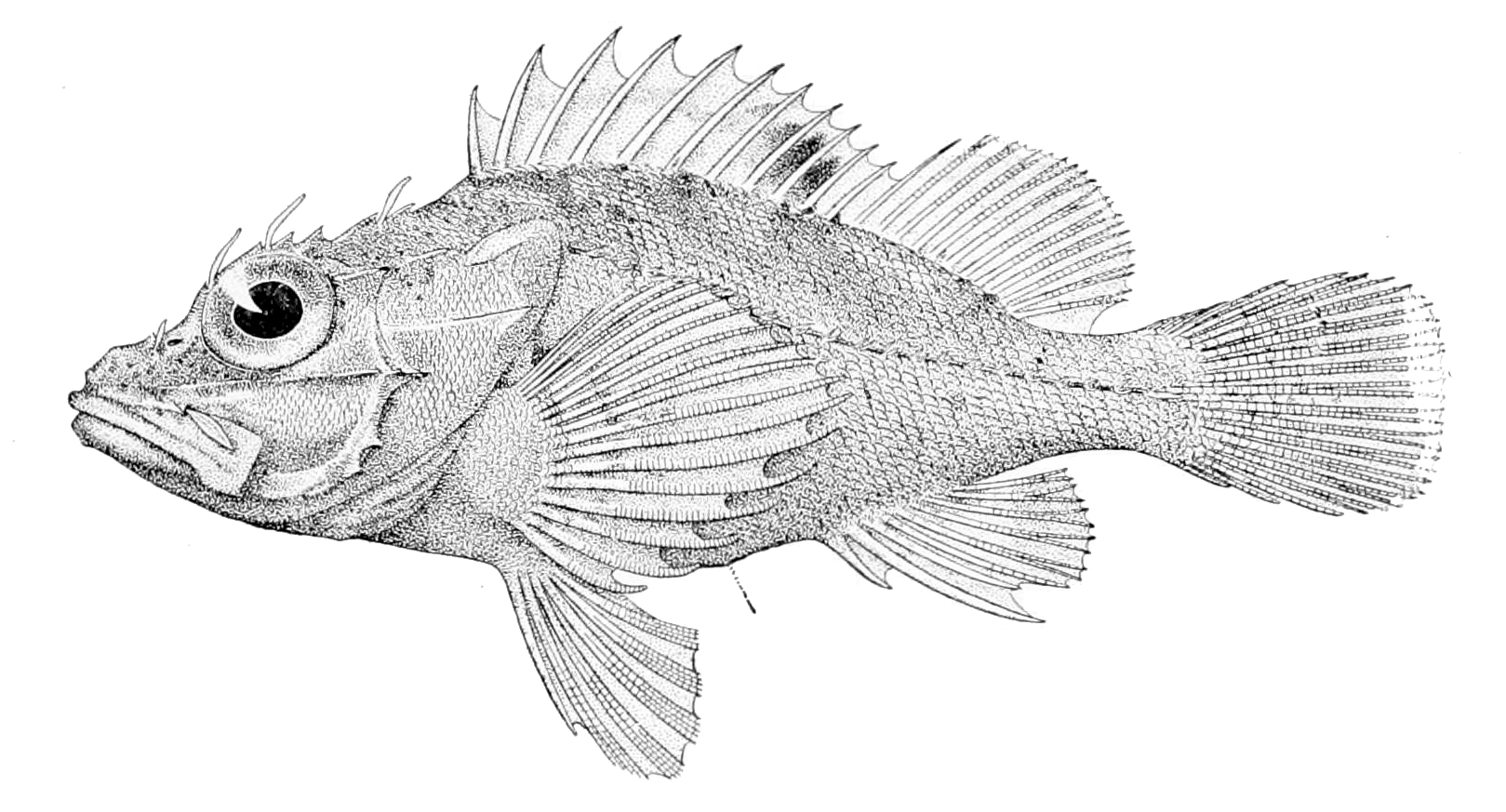
Pontinus macrocephalus
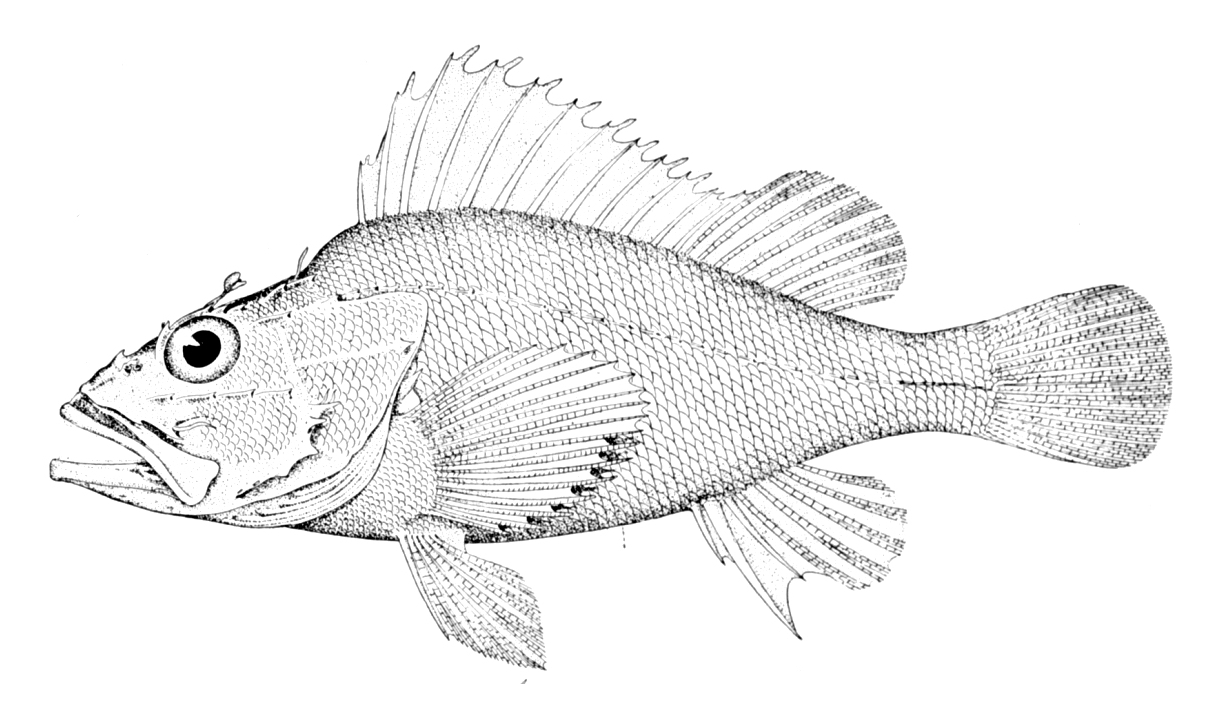
Pontinus rathbuni